# Ставромедузи

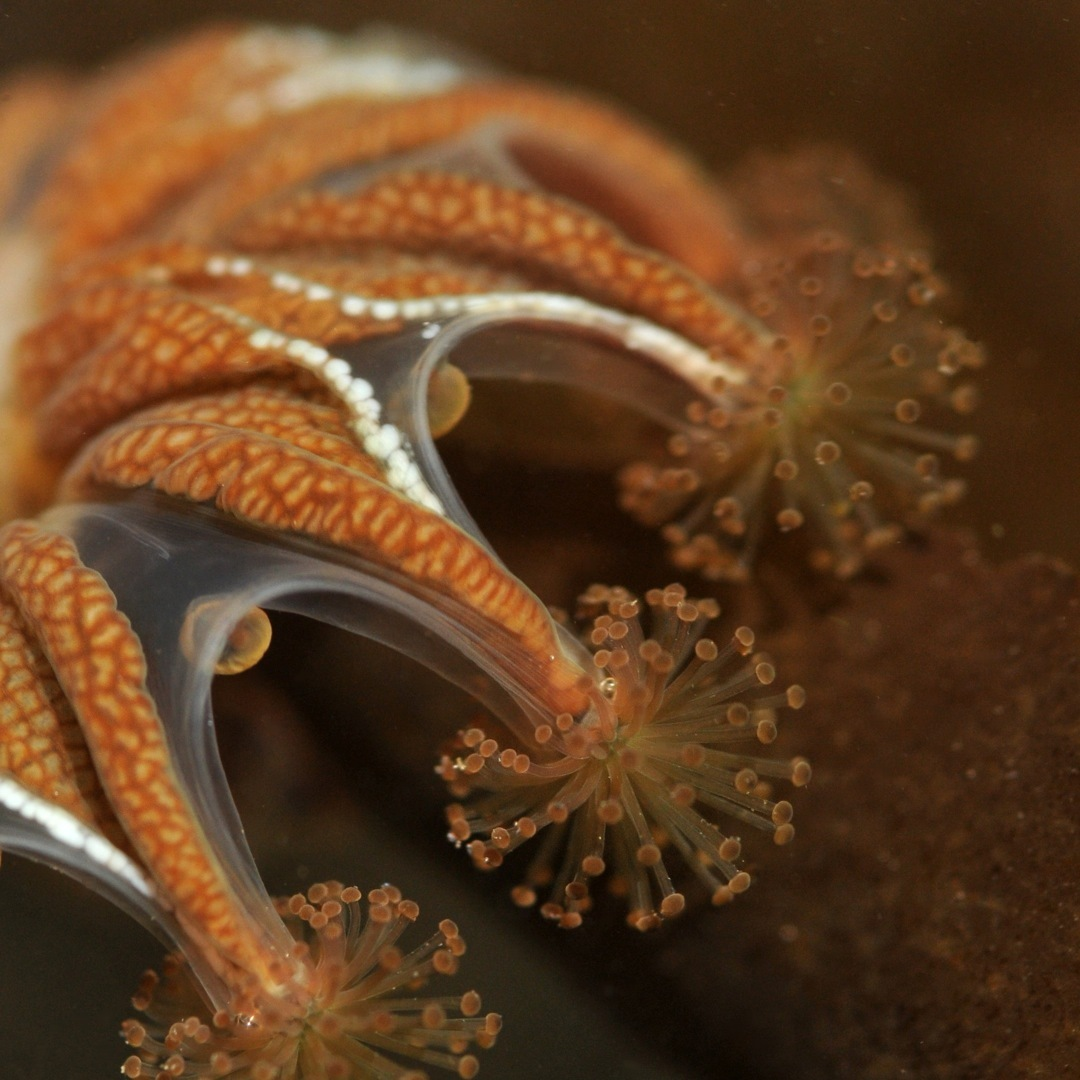
Haliclystus stejnegeri

Stauromedusae — ряд сцифоїдних медуз, що складається приблизно з 36 видів, які розподілені по трьом родинам, 6 підродинам та 15 родам.

## Загальні дані
Цей ряд об'єднує сидячих медуз, що прикріплюються до субстрату стеблоподібним виростом на зовнішній поверхні купола; завдяки такому способу життя ці медузи є найбільш незвичайними представниками класу Scyphozoa. Деякі дослідники, ґрунтуючись на такій особливості їхнього життєвого циклу, вважають їх неотенічними організмами, що вдаються до статевого розмноження, не дійшовши до кінця трансформації у дорослу особину. Також для цього ряду характерна наявність помітної кількості примітивних анатомічних деталей, схожих на такі у медузоїдних стадії кишковопорожнинних класу Гідроїдних; це дозволяє припустити, що ряд Stauromedusae еволюційно походить від форм, близьких до класу Hydrozoa, або навіть від спільного з цим класом предка. Найзвичайнішими представниками класу є види з родів Lucernaria та Haliclystus, що мешкають переважно в холодних та помірних водах. Вони зазвичай мають від 30 до 50 мм в поперечнику, ротовий отвір розташований на короткому манубріуму в центрі купола. Форма тіла в Stauromedusae конусоподібна, і кожна з восьми ротових лопастей (або, іноді, з чотирьох роздвоєних лопастей) закінчується пучком щупалець з вузлами на кінчиках. Призначення цих вузлів неясне, але встановлено, що вони не є чутливими органами — дорослі медузи цього класу не мають чутливих органів взагалі.
На відміну від інших сцифоїдних, медузоїдна стадія в цьому класі у всіх без винятку видів сидяча і розвивається напряму з сцифістоми, яка не проходить фази стробіляції; це зближує Stauromedusae з представниками класу Кубомедузи. Таким чином, на відміну від інших рядів Класу Сцифоїдні, з однієї сцифістоми в ряді Stauromedusae утворюється лише одна доросла медуза. Але, при цьому, на стадії планули проходить розмноження брунькуванням, тож з одного заплідненого яйця може утворитися кілька генетично однакових сцифістом, і, як наслідок, дорослих медуз. Планула в ряді Stauromedusae не має вій але, на відміну від інших рядів сцифоїдних, здатна повзати по субстрату. Прикріплення до субстрату дорослих особин відбувається задопомогою липкого диску на кінці несучого стебла. При цьому деякі види прикріплюються до одного місця назавжди, а деякі можуть переповзати, але жоден вид класу в стадії дорослої медузи не здатен до плавання. Розмноження відбувається протягом всього року, і супроводжується викидом гамет безпосередньо в воду, де, після запліднення, розвиваються планули.

## ПідрядCleistocarpida
Підряд поділений на три родини, сім родів та 11 видів. Діагностичною ознакою підряду Cleistocarpida є наявність чотирьох перирадіальних шлункових карманів, кожен з яких поділений на внутрішню та зовнішню частини поперечною мембраною (кластрумом). Кластрум поєднує гонади, що розташовані в ентодермі внутрішньої частини кишені.

### Родина Depastridae
Цей таксон містить два роди, Depastromorpha та Depastrum, по одному виду в кожному. Представники родини мають 16 пучків щупалець, об'єднаних в ряди, що облямовують купол. Ротові лопаті пустотілі, з нематоцистами на кінцях. Обидва види підродини мають розгалужений шлунок з чотирикутною глоткою. Зустрічаються представники родини Cleistocarpidae в водах північного узбережжя Європи.

### Родина Thaumatoscyphidae
Родина представлена двома родами, Halimocyathus та Thaumascyphus, які об'єднують шість видів. Для даної родини характерна наявність восьми адрадиальних пучків щупалець з потовщеннями на кінцях, чотирьох підковоподібних гонад та восьми ротових лопатей.

### Родина Craterolophidae
Ця родина містить один рід Craterolophus з п'ятьма видами. У всіх видів родини відсутні перирадіальні щупальця, наявні 8 адрадіальних гонад, поділене на 4 камери стебельце та вісім крайових долей на куполі. Ці тварини деколи можуть мати вісім невеликих щупалець, на основі чого деякі дослідники відносять їх до роду Halimocyathus.

## ПідрядEleutherocarpida
До підряду відносять медуз, у шлунку яких наявні 4 прості перирадіальні кармани. Підряд містить три родини, вісім родів та 25 видів; іноді її також позначають назвою Haliclystida. Haliclystus, що є типовим родом підряду, може бути знайдений навколо Британських островів. Для нього характерне стебло прикріплення з чотирма перирадіальними камерами, чаша з вісьмома добре розвинутими крайовими долями (або лопастями), розташованими на однаковій відстані одна від одної, та корональний мускул, розділений на вісім окремих секцій.

### Родина Lucernariidae

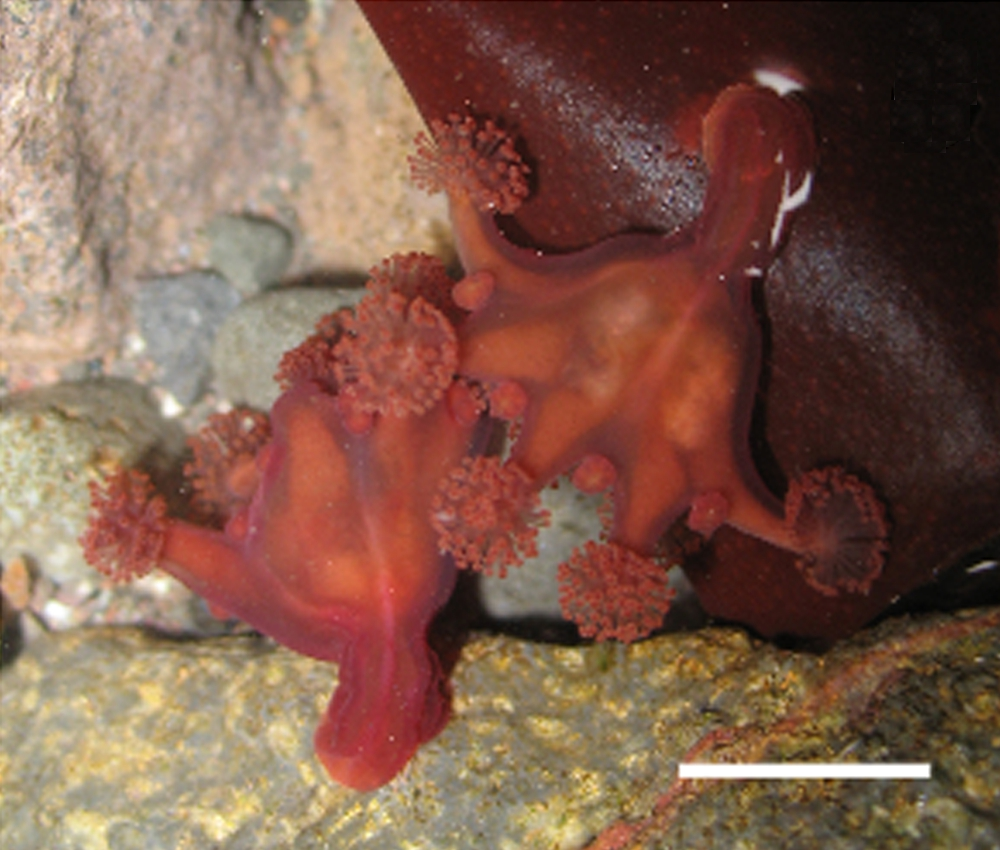
Haliclystus antarcticus

Ця родина містить три роди, Haliclystus, Lucernaria та Stenoscyphus, з п'ятнадцятьма видами в них. Всі види родини водяться в водах навколо Японії. Для родини характерна наявність восьми пучків щупалець, стебло, прикріплене до субстрату, поділене на чотири відокремлені камери, на кілька камер поділяється також і шлунок.

### Родина Kishinouyeidae
Родина складається з трьох родів — Kishinouyea, Lucernariopsis, Sasakiella — кожний з яких містить по два види. Ця родина дуже схожа на Lucernariidae, відрізняючись тим, що розвиток молодої медузи супроводжується зростанням інтрарадіальних септ. Забарвлення цих тварин зазвичай збігається з кольором субстрату, який їх оточує.

### Родина Lipkeidae
До складу родини входить один рід, Lipkea, в якому об'єднані три види. Це єдиний рід ряду, у якого наявні і перирадіальні, і інтеррадіальні крайові долі купола. Купол в цих видів від 7 до 8 мм завширшки і близько 4 мм заввишки, всередині нього розташовані овальні мукозні залози. Нижня поверхня купола ввігнута, центрально розташований рот виступає над нижньою поверхнею купола і оточений чотирма виступами — «губами». Всі три види спостерігаються дуже рідко.

## Родина Kyopiidae
В родину входить один рід, Kyopoda, з єдиним видом Kyopoda lamberti. Це найновіший описаний вид ряду Stauromedusae, який був знайдений у прибережних водах Японії в 1988 році. Зазвичай в цьому ряді шлунок та гонади розташовані в куполі (чаші). Але у медузи Kyopoda lamberti вони знаходяться у пухлиноподібному утворенні біля основи прикріплюючого стебла. Систематичне положення та еволюційні зв'язки всередині ряду для цієї родини наразі невідомі.